# 郡大夢
郡 大夢（こおり ひろむ、1997年9月11日 - ）は、東京都出身の元プロサッカー選手。ポジションは、フォワード。

## 経歴
2016年、東京ヴェルディの下部組織を経てトップチームに昇格。同期は井上潮音、林昇吾。7月12日、グルージャ盛岡へ育成型期限付き移籍が発表された。期間は7月13日から翌年1月31日まで。10月2日のJ3リーグ第24節ブラウブリッツ秋田戦にて途中出場し、公式戦に初出場。
2017年はガンバ大阪に期限付き移籍。U-23チームでプレーし、6月10日、J3第12節のギラヴァンツ北九州戦でプロ入り初得点を決めた。シーズン終了後にヴェルディに復帰した。
2018年2月13日、『クラブの秩序風紀を乱す行為』という条項の違反があったとして契約が解除された。

## 所属クラブ
ユース時代
- ブルーファイターズSC
- 東京ヴェルディジュニア (台東区立育英小学校)
- 2010年 - 2012年 東京ヴェルディジュニアユース (台東区立浅草中学校)
- 2013年 - 2015年 東京ヴェルディユース (東京都立千歳丘高等学校)

プロ経歴
- 2016年 - 2018年2月  東京ヴェルディ
  - 2016年7月 - 同年12月  グルージャ盛岡 (育成型期限付き移籍)
  - 2017年  ガンバ大阪（期限付き移籍）

## 個人成績
| 国内大会個人成績 | 国内大会個人成績 | 国内大会個人成績 | 国内大会個人成績 | 国内大会個人成績 | 国内大会個人成績 | 国内大会個人成績 | 国内大会個人成績        | 国内大会個人成績 | 国内大会個人成績 | 国内大会個人成績 | 国内大会個人成績 |
| 年度             | クラブ           | 背番号           | リーグ           | リーグ戦         | リーグ戦         | リーグ杯         | リーグ杯                | オープン杯       | オープン杯       | 期間通算         | 期間通算         |
| 年度             | クラブ           | 背番号           | リーグ           | 出場             | 得点             | 出場             | 得点                    | 出場             | 得点             | 出場             | 得点             |
| 日本             | 日本             | 日本             | 日本             | リーグ戦         | リーグ戦         | リーグ杯         | リーグ杯                | 天皇杯           | 天皇杯           | 期間通算         | 期間通算         |
| ---------------- | ---------------- | ---------------- | ---------------- | ---------------- | ---------------- | ---------------- | ----------------------- | ---------------- | ---------------- | ---------------- | ---------------- |
| 2016             | 東京V            | 27               | J2               | 0                | 0                | -                | -                       | -                | -                | 0                | 0                |
| 2016             | 盛岡             | 31               | J3               | 1                | 0                | -                | -                       | -                | -                | 1                | 0                |
| 2017             | G大阪            | 29               | J1               | 0                | 0                | 0                | 0                       | 0                | 0                | 0                | 0                |
| 2018             | 東京V            | 25               | J2               | -                | -                | -                | -                       | -                | -                | -                | -                |
| 通算             | 日本             | 日本             | J1               | 0                | 0                | 0                | 0\|\|\|0\|\|0\|\|0\|\|0 |                  |                  |                  |                  |
| 通算             | 日本             | 日本             | J2               | 0                | 0                | -                | -                       | 0                | 0                | 0                | 0                |
| 通算             | 日本             | 日本             | J3               | 1                | 0                | -                | -                       | -                | -                | 1                | 0                |
| 総通算           | 総通算           | 総通算           | 総通算           | 1                | 0                | -                | -                       | 0                | 0                | 1                | 0                |

その他の公式戦
| 2017   | G大23  | 29     | J3     | 17 | 3 | 17 | 3 |
| 通算   | 日本   | 日本   | J3     | 17 | 3 | 17 | 3 |
| 総通算 | 総通算 | 総通算 | 総通算 | 17 | 3 | 17 | 3 |

| 国際大会個人成績 | 国際大会個人成績 | 国際大会個人成績 | 国際大会個人成績 | 国際大会個人成績 |
| 年度             | クラブ           | 背番号           | 出場             | 得点             |
| AFC              | AFC              | AFC              | ACL              | ACL              |
| ---------------- | ---------------- | ---------------- | ---------------- | ---------------- |
| 2017             | G大阪            | 29               | 0                | 0                |
| 通算             | AFC              | AFC              | 0                | 0                |

出場歴
- Jリーグ初出場 - 2016年10月2日 J3第24節 vsブラウブリッツ秋田（あきぎんスタジアム）
- Jリーグ初得点 - 2017年6月17日 J3第12節 vsギラヴァンツ北九州（ミクニワールドスタジアム北九州）

## タイトル

### クラブ
東京ヴェルディユース
- 東京都クラブユースサッカーU-17選手権大会：1回（2014年）
- ゴシアカップ：1回（2015年）

グルージャ盛岡
- 岩手県サッカー選手権大会：1回（2016年）

### 代表
東京都国体選抜
- 国民体育大会サッカー競技少年男子：1回（2013年）